# 岩崎拓矢
岩崎 拓矢（いわさき たくや）は、日本のゲームクリエイター。株式会社イルカ・株式会社オルカ・株式会社ディアステージ・株式会社パーフェクトミュージック・株式会社バンダイナムコエイセス代表取締役、有限会社モナカ・株式会社TOHO animation STUDIO取締役。

## 略歴
最初にナムコに入社。エースコンバットシリーズなどでディレクターとして活動する。
キャビアに移籍後はプロデューサーとして『ドラッグオンドラグーン』など様々な作品に携わる。キャビアの組織変更に合わせ、同社（厳密には新設された同名の会社）の取締役に就任。
2010年10月、株式会社イルカ代表取締役に就任。2011年4月、株式会社オルカ代表取締役に就任。イルカはCG制作会社、オルカはゲーム開発会社である。
2022年7月、バンダイナムコエンターテインメントとイルカが設立した合弁会社「バンダイナムコエイセス」の代表取締役社長となる。

## 作品
- リッジレーサーレボリューション：ビジュアルエフェクト、ゲームデザイン（小野田裕之と共同）
- エースコンバット2：ゲームデザイン（東山朝日と共同）
  - エースコンバット3：ディレクション
- ガンサバイバー4：ディレクション
- ONE PIECE ナナツ島の大秘宝
- ドラッグオンドラグーン：制作担当
  - ドラッグオンドラグーン2：制作担当
- 玻璃ノ薔薇：オープニング・エンディングムービープロデュース
- 攻殻機動隊 STAND ALONE COMPLEX (PS2)：プロデュース
- スチームボーイ(PS2)
- ドラゴンクエスト 少年ヤンガスと不思議のダンジョン：プロデュース
- クライオン（発売中止）：坂口博信率いるミストウォーカーとの作品
- ニーア ゲシュタルト/レプリカント：Co-プロデューサー
- ドラゴンクエストX 目覚めし五つの種族 オンライン